# 金月真美
金月 真美（きんげつ まみ、1965年4月2日 - ）は、日本の女性声優、歌手。兵庫県明石市出身。青二プロダクション所属。

## 経歴

### キャリア

#### 子役時代
女優志望だった6歳上の姉が劇団ひまわりへの入団を熱望していた際、「私も入ろうかな」という軽い気持ちで1975年に姉と共に劇団ひまわりのオーディションに合格し、子役として活躍する。事務所はその後、NPSテアトル、大沢事務所を経て青二プロダクション所属となった。
子役として初の仕事は早瀬久美が出演していた『人形姉妹』。その時は早瀬の幼い頃という設定だったと語り、電車に乗り立ち去っていく母親を小さい妹の手をひき線路上を「おかあさーん」と泣きながら追いかける役だった。本番で叫びながら追いかけていく時にぼろぼろ涙がこぼれてきて、その時に「私、これとっても好き!」、「お芝居するの好きだ」と思った。入団当初は、早口言葉、セリフ読み、日本舞踊、歌、バレエなどのレッスンもこなしていたが、仕事が入るようになると「現場が一番でしょ」という考えになり、やがてレッスンに行かなくなったという。
子役として現場で仕事をしていた際、当初1年間ほどは母が付き添いで来ていたが、小学6年生の時には単身現場に赴いていた。両親から反対された記憶はなく、姉は当初猛反対をされたが、金月に対しては賛成でも反対でもなかったようだったという。
現場で学んだことは「演じることが楽しい」ということだと語り、小学5年時は単発で何本か出演し、小学6年時に初レギュラーを経験する。通学していた関係上、仕事は年に1本が限度であり、中学2年生まではその生活をしていた。中学3年生は受験のために演技の活動は休止したという。
小学6年から中学生の間は一番舞台を観ていた時期であり、両親姉と一緒に帝国劇場、劇団四季など大きな舞台を観劇しており、「あそこにに立ちたい」と感じていたという。

#### 声優として
高校に進学後、ナレーションの仕事をするようになってから観劇からは遠ざかる。友人、知人が出演している一方、自身が出演していないことで舞台を観ることが辛くなってしまったという。
高校は姉が通っていた東京都の大学の付属高校に進学。校則で芸能活動は一切禁止だったため顔出しの仕事が出来なくなるが、「顔が出なければいいか」と捉え、大沢事務所の当時の社長が独立する際、「映像の仕事ができないならとりあえず声の仕事を」と勧誘され、劇団ひまわりを退団して大沢事務所に所属する。当時は映像への夢があり、「大学生になったらやってやろう」と考えていた。やがてラジオのナレーションの仕事を受けるようになり、大学進学後もナレーターとして活動を続けた。高校時代は仕事のため授業を中抜けしており、雑誌のCMナレーションをレギュラーで3年間こなした。担任の教師にのみ声優活動をしている旨を話してあり、「仕事のため抜けます」と伝えていた。ある日担任の教師に、「職員会議で、同じ曜日の同じ時間に中抜けしていることが取り上げられた」と告げられたため、放課後の時間帯に可能な仕事に変更してもらい活動を継続した。しかしあるLPレコードのブックレットに掲載されたため、最終的に卒業間際になって学校側に知られてしまったという。
大学進学後、大沢事務所が声優事務所だったことから「このままでは顔出しの仕事はできない」と気付いたという。「早く始めなきゃ、早くデビューしなきゃ」と焦っていたが、自ら養成所や劇団を探したり、自身の活動を模索するといったことはしていなかったという。大学1、2年生の時期は多忙だったが、次第に仕事が減ってき、現場での反応があまり良くないのも感じるようになり「ああ、ダメなんだ」と思い、演じるという仕事を断念したように思っていたという。一方で、本来やりたいことは「ナレーションではない」と言い訳を作り、この時点で声の仕事をやることは「（今から顔出しの仕事をやるのは）もう遅い」と自身で思い込んでいたという。
当時は自ら選択しておきながら「不本意にやっている」と感じており、「私の次の夢はなんだろう」と考えた結果、「留学だ」という結論に達した。当時卒業の時期だったが、「勉強しながらお金を貯めよう」と思い、大妻女子大学文学部英文科卒業後は大妻女子大学短期大学部実務英語科にて助手として勤務していた。その後、テープオーディションで決まった1994年発売の恋愛シミュレーションゲーム『ときめきメモリアル』（以下、『ときメモ』）でヒロイン「藤崎詩織」の声を演じたことから、一躍声優として人気を集める。当時は「自分がなんで養成所に入ってちゃんと勉強しなかったのか？」、「なんで失敗を恐れずにもう一度お芝居をやる環境を作らなかったのか」という勇気のなさを後悔していたことから、「せっかくのチャンスをもらったのに、これをあきらめたら一生自分を嫌いになる」と思った。それで「留学はしますが、帰ってきますからぜひお仕事をさせてください」とお願いして、それを了解してくれて、声優として活動することができたという。
藤崎詩織は膨大なセリフで、好きから大嫌いまでの感情だけでも5段階ぐらいに分かれた演技を要求され、困難を極めた。長らく演技から離れた後の仕事だったことから、声が出ていないことに気づかないこともあったという。当時面倒を見てもらった音声監督と数年後に別現場で再会した際、「いや〜金月さん、腹から声が出るようになったねぇ。あの頃はどうなることかと思ったけど」と明かされるほどだった。
『ときメモ』に出演していた時期は演じるということをゼロに戻し、声優として「まったくの新人」として１から始めた。セリフを言えるのが楽しかったことから、ゼロに戻すことも怖くなかったという。
『ときメモ』がヒットしていた当時はアメリカのイースタンミシガン大学に留学経験があり、日本とアメリカを行き来していた時期がある。当初は月に1回だけだったが、そのうちに2週間に1回になった。その時は仕事が新しいことだらけで楽しかったため、全く苦ではなかった。アメリカには1年ほど在住していたという。ある時、いつも通りに戻るつもりで家財道具を置きっぱなしにして来ていた。しかし結局仕事で戻れなくなり、留学はそこで諦めたという。
2002年、ファンクラブの会報で結婚を報告した。

#### その他の活動
ナレーションの仕事をこなす期間が長かったため、演技の場から遠ざかっていたことを当時の事務所の先輩に相談したところ、その先輩の舞台にわずかながら出演したのが自身の初舞台だった。2003年の秋、正式に舞台に立つ。
2012年、國府田マリ子と「MK-CONNECTION」を結成する。

## 人物
高校時代はテニス部に所属していた。
長い間、役者を続けてこられた理由は演じることが好きだと語る。しかし、普通に日常生活の中で「自分」でいることについてはけっこうしんどく、歌ったり、演じたりと、日常と違った自己表現が自然だった。
何をしていても仕事のことを考えてしまい、他を楽しめないタイプで「仕事があれば幸せ」という感じだという。仕事が趣味になってしまっていると逃げ場がないが、2008年時点ではオンとオフの切り替えができるようになった。一番忙しい時期、1ヶ月に2日ぐらいしか休みがなく、朝から晩までずっと仕事で走り続けてきた。それが少しスケジュール的にも落ち着いてきた時に、最初はそれが嫌だったが、ふと「他のことができる」と思った。
嫌になって辞めたいとは思ったことはなく「向いているのかな?」はよく思っている。2008年時点では「やめてくれ」と言われるまで続けたいと語る。

### 特色
明石市出身ではあるが、親が転勤族であったことから後に埼玉県春日部市などで育っており、関西弁はほとんど話せない。しかし、プロフィールでの出身地から関西弁の役の依頼が来ることも少なくなく、本人は困惑しているという（PlayStation版『ときめきメモリアル』のクリスマスパーティ後のシーンでは関西弁のイントネーションで主人公との会話が行われている）。音域はA - D（1オクターブ半）。
主に女性役を演じている。
2008年時点では声優のキャラクターボイス的な勉強は一つもせずに始めている。ダメだしを受け続けて反省しながらしていくしかなく、勉強するために『美少女戦士セーラームーン』は見ていた。「女の子がたくさん出ていましたから参考になるだろう」と思い、かわいらしい声を持っているわけではないことから、勉強しているという。
セリフをもらって最初に苦しんだのが、セリフを喋るとナレーションになり、全然演技ができなくなり、それを直すのにしばらくかかったという。
音楽活動では、本人名義の他に藤崎詩織名義でもCDをリリースしており、また「夢をあきらめないで」（オリジナル：岡村孝子）「はぐれそうな天使」（オリジナル：来生たかお）、「You're My Only Shinin' Star」（オリジナル：中山美穂）、「トワイライト・アヴェニュー」（オリジナル：スターダスト・レビュー）などのカバーソングを数多く歌っている。
声優デビューと同時に歌のライブもさせてもらえたため、舞台といえば「私、私」という立ち方で、芝居で舞台に立つ時に「私」にならないように気をつけていたという。

### 趣味・嗜好
子供の頃は宝塚歌劇団ファン。
資格・免許はTOEIC815点、普通自動車免許。
趣味は着物、声楽。特技は韓国語、フラダンス、日本舞踊。

## 出演
太字はメインキャラクター。

### テレビアニメ
1976年
- 妖怪伝 猫目小僧（加代子）

1981年
- まんが 水戸黄門（子役）

1994年
- BLUE SEED（神林礼子）

1995年
- 怪盗セイント・テール（咲子、女生徒）

1998年
- プリンセスナイン 如月女子高野球部（氷室いずみ）
- ガサラキ（1998年 - 1999年、ミハル、美晴）
- 夢で逢えたら（1998年 - 1999年、潮崎渚）
- BURN-UP EXCESS（川崎麻希）

1999年
- 星界の紋章（フェグダクペ・ムイニーシュ）
- ゴクドーくん漫遊記（女ジン）
- 神八剣伝（アヤシ）
- 天使になるもんっ!（忍先生）
- 金田一少年の事件簿（1999年 - 2000年、美浦エミリ）

2000年
- Sci-Fi HARRY（メリル）
- ピポパポパトルくん（2000年 - 2001年、ももこ、レッディ、くるみ、おばあさん、ゆかり、女の子 他）
- マシュランボー（ルナリア）

2001年
- RUN=DIM（紺野伊杏、小泉リエ）
- スターオーシャンEX（セリーヌ・ジュレス）

2002年
- 幻魔大戦 神話前夜の章（ノン・ナミエ）
- ONE PIECE（2002年 - 、ミス・メリークリスマス、ステューシー、シャーロット・コンポート、ミス・バッキンガム・ステューシー〈過去〉）
- アベノ橋魔法☆商店街（朝比奈文子 / しおたん）
- 十二国記（2002年 - 2003年、慶国秋官長）
- バロムワン（浜田先生）
- 名探偵コナン（2002年 - 2020年、野島栄子、小島由貴、木俣泉、秋本靖代、イリーナ・パーマー、砂川七恵、児玉春恵、氷室涼子、銀座のマダム）

2003年
- 花田少年史（メロン）
- 出撃!マシンロボレスキュー（エリアスの母）

2004年
- モンキーターンV（櫛田千秋）
- 妄想代理人（担任の先生）
- リングにかけろ1（2004年 - 2011年、河井貴子） - 3シリーズ

2005年
- ピーチガール（安芸操）
- ぺとぺとさん（藤村まる子）
- クレヨンしんちゃん（2005年 - 2023年、明美、モエピーノママ王妃）
- ガン×ソード（エレナ）
- SoltyRei（ナタリー）

2006年
- 妖怪人間ベム（サッキュバス）
- 祝!(ハピ☆ラキ)ビックリマン（2006年 - 2007年、ヴィーナス白雪、お化ちゃ魔）

2007年
- 地獄少女 二籠（辺見蘭）
- 出ましたっ!パワパフガールズZ（コロ子）
- 電脳コイル（ヤサコの母）
- はたらキッズ マイハム組（2007年 - 2008年、大神キリコ）
- ゲゲゲの鬼太郎（第5作）（2007年 - 2008年、白鬼髪、二口女）

2008年
- カイバ（ラマ）
- 魔法遣いに大切なこと 〜夏のソラ〜（桃園風音）

2009年
- 源氏物語千年紀 Genji（若い女）

2010年
- ドラえもん（テレビ朝日版第2期）（女子A）

2011年
- 異国迷路のクロワーゼ The Animation（婦人）
- SKET DANCE（笛吹・母）

2014年
- 神々の悪戯（結衣の母）

2015年
- VENUS PROJECT -CLIMAX-（先生）

2016年
- ちびまる子ちゃん（2016年 - 2023年、城ヶ崎さんのお母さん、女子高生A）

2018年
- それいけ!アンパンマン（2018年 - 2024年、おくらちゃん〈2代目〉）
- 軒轅剣 蒼き曜（百里貞）

2022年
- 恋愛フロップス（朝の母）

2023年
- パズドラ（氷の乱入者、イスベルグ）

### 劇場アニメ
- エクスドライバー Nina & Rei Danger Zone（2002年、風間レイ）
- ONE PIECE エピソードオブアラバスタ 砂漠の王女と海賊たち（2007年、ミス・メリークリスマス）
- 名探偵コナン 戦慄の楽譜（2008年、山根紫音[25]）

### OVA
1992年
- 世界の光 親鸞聖人（覚信尼）

1995年
- 学校の幽霊

1997年
- 学校の幽霊6 最終章（美咲のナレーション）

1998年
- MASTERキートン（クレア）
- 夢で逢えたら（潮崎渚）

1999年
- テディベアとなかまたち（ディキシー）
- ときめきメモリアル（藤崎詩織）

2000年
- エクスドライバー（風間レイ）
- 炎のらびりんす（キャリー・ホワイト）

2004年
- インタールード（丸藤泉美）
- Re:キューティーハニー（コバルトクロー）

2005年
- イリヤの空、UFOの夏（草壁）

2008年
- ないしょのつぼみ（三枝緑）

### Webアニメ
- 名探偵コナン vs Wooo（2011年、司会）
- 美少女戦士セーラームーンCrystal（2014年、女講師・妖魔）
- 悪魔くん（2023年、魔術師）

### ゲーム
1994年
- ときめきメモリアル（1994年 - 1999年、藤崎詩織、面黒ゼミナー、ジュリエッタ） - 3作品
- がんばれゴエモン3 獅子重禄兵衛のからくり卍固め（しおり）

1995年
- ときめきメモリアル 対戦ぱずるだま（1995年 - 1996年、藤崎詩織）

1996年
- ときめきメモリアル プライベートコレクション
- タクティクスオウガ（デネブ・ローブ / シェリー・フォリナー） - セガサターン、PlayStation版
- ボイスアイドルコレクション 〜プールバーストーリー〜（本人役）
- MA-RI-A 人形館の呪い（恵美利）
- ラダマントゥスG（奥村あんり）

1997年
- 天外魔境 第四の黙示録（アリサ）
- Queens Road（ラフィーネ・オラシオン）
- ときめきメモリアル Selection（藤崎詩織）
- マリーのアトリエ 〜ザールブルグの錬金術士〜（1997年 - 1998年、フレア・シェンク、アウラ・キュール） - 2作品
- ときめきメモリアル 対戦とっかえだま（藤崎詩織）
- ときめきメモリアルドラマシリーズ（1997年 - 1999年、藤崎詩織） - 3作品
- パロウォーズ（ベリアル）
- アザーライフ アザードリームス（セルフィ・ロード）
- ときめきメモリアル 〜おしえてYour heart〜（藤崎詩織）

1998年
- 金田一少年の事件簿 星見島 悲しみの復讐鬼（立花麻衣）
- ブレイジングスター（システムボイス）※スタッフロールでは伏字になっているが、当時の開発スタッフのXで肯定されている。リンク先項目を参照の事。
- リアルバウト餓狼伝説2（李香緋）
- ときめきの放課後 〜ねっ☆クイズしよ▽〜（藤崎詩織）
- エリーのアトリエ 〜ザールブルグの錬金術士2〜（フレア・シェンク）

1999年
- 餓狼伝説 WILD AMBITION（李香緋）
- élan（リコ）
- 央華封神〜央華咲きし刻〜（来星晶）
- ザ・キング・オブ・ファイターズシリーズ（1999年 - 2019年、李香緋） - 5作品
- どきどき ON AIR FINAL
- ピノッチアのみる夢（シャロン / ピアダ・アールマン）
- プルムイプルムイ
- BOYS BE… 2nd Season（南館菜穂）
- ヨシモトムチッ子大決戦 〜南の島のゴロンゴ島〜（モンモン）

2000年
- COOL COOL TOON（ユサ）
- ニンジャアサルト - アーケード版
- ハッピィサルベージ（ロシディ・スギヤマ）

2001年
- エンジェルプレゼント（鷹峰翔子）
- 松本零士999 〜Story of Galaxy Express 999〜（浅野美和子）
- ジェネレーションオブカオス（ロゼ）
- ときめきメモリアル2 Substories 〜Memories Ringing On〜（藤崎詩織）

2002年
- ラブ★スマッシュ!（ツェツィーリア・ロートリンゲン）
- From TV animation ONE PIECE グランドバトル! 2（ミス・メリークリスマス）
- リーヴェルファンタジア〜マリエルと妖精物語〜（レベッカ）
- Tomak〜Save the Earth〜Love Story（デザワ）

2003年
- インタールード（丸藤泉美）
- ガーディアンエンジェル（ニーナ・ガナッシュ）
- ラブ★スマッシュ!5 〜テニスロボの反乱〜（ツェツィーリア・ロートリンゲン）

2004年
- 新天魔界ジェネレーション オブ カオスIV（ロゼ）
- ふらせら（クーリエ）
- 十二国記 -赫々たる王道 紅緑の羽化-（琳蘭、秋官長）
- モンキーターンV（櫛田千秋）
- 決戦III（アマリア、お勝、お市）

2005年
- 新紀幻想スペクトラルソウルズII（ロゼ、ネイル）
- ONE PIECE グラバト! RUSH（ミス・メリークリスマス）

2006年
- 乙女的恋革命★ラブレボ!!（東条百合香）
- ときめきメモリアルONLINE（藤崎詩織）
- NINETY-NINE NIGHTS（エスペラータ、ミレイユ）

2007年
- ジェネレーション オブ カオス ディザイア（ロゼ）
- 無双OROCHIシリーズ（2007年 - 2019年、妲己） - 9作品

2008年
- テイルズ オブ シンフォニア -ラタトスクの騎士-（アリス）

2009年
- 龍が如く3（裕子）

2010年
- 乙女的恋革命★ラブレボ!! Portable（東条百合香）

2011年
- テイルズ オブ ザ ワールド レディアント マイソロジー3（オリジナル・カノンノ）
- オトメディウスX(エクセレント)（6stボス 藤崎詩織）

2012年
- ワンピース ROMANCE DAWN 冒険の夜明け（ミス・メリークリスマス）

2013年
- テイルズ オブ シンフォニア ユニゾナントパック（アリス）

2016年
- 高円寺女子サッカー3 〜恋するイレブン いつかはヘブン〜（北大路弥生）

2018年
- BOMBERGIRL（藤崎詩織）

2019年
- メガミラクルフォース（ロゼ、ロゼリス）

2020年
- テイルズ オブ ザ レイズ（アリス）

2021年
- スーパーロボット大戦DD（コウガイのパイロット）

2023年
- 麻雀ファイトガール（藤崎詩織）

### 吹き替え

#### 映画
- 男たちの挽歌II
- 餓狼列伝
- 殺しのセレナーデ（ミッシェル）※VHS版
- ザ・ハッカー（アリッサ）※DVD版
- JIGSAW タワー・オブ・デス（キャシー〈ジョージア・マッケンジー〉）
- スペース・オデッセイ（キャサリン・マーシュ）※VHS版
- パワーレンジャー・ターボ・映画版・誕生!ターボパワー（キャサリン・ヒラード / ピンクレンジャー〈キャサリン・サザーランド〉）
- ファイナル・カット（ホリー）※VHS版

#### ドラマ
- おまかせアレックス（エレン）
- パワーレンジャー・ターボ（キャサリン・ヒラード / ピンクレンジャー〈キャサリン・サザーランド〉、シャドウピンクレンジャー）
- フェリシティの青春（ルビー〈エイミー・スマート〉）

#### アニメ
- テディベアとなかまたち（ディキシー）
- 消防士サム（プライス）

### 特撮
- 円盤戦争バンキッド 第3話「ハマキ型母船出現の謎」（1976年 日本テレビ・東宝） - リエコ
- 忍者キャプター 第43話「暗闇忍堂の最後」（1977年 東京12チャンネル・東映）
- 小さなスーパーマン ガンバロン（1977年 日本テレビ・創英舎）
  - 第9話「見たぞ!ダイヤを吐く西洋人形」 - インタビューアー
  - 第14話「でっかいぞ!ダイバロン登場」 - 第32話「ぶっとばせ!嘘つきドワルキン」 - ロング
- ガールズ・イン・トラブル スペース・スクワッド EPISODE ZERO（2017年） - バーディー（声）[32]

### 番組ナレーター
- CNNキャスターボイスオーバー
- 「MUSIX!」（テレビ東京 モーニング娘。主演の音楽バラエティー）
- 鉄道車窓物語（旅チャンネル）ナレーション

### CM
- ロート製薬「涙ロート」TVCM
- ロッテ「パイの実」TVCM
- コナミ PCE 「ときめきメモリアル」ラジオCM
- キングレコードコナミレーベル CDドラマ 「ときめきメモリアル」ラジオCM
- キングレコードコナミレーベル CDドラマ 「ときめきメモリアル Part.2」ラジオCM
- 主婦の友社「声優グランプリ Vol.10」ラジオCM
- 明治製菓「ツイニー ツイニー誕生篇」TVCM（1994年）
- 日本信販 「NICOSカード 骨董屋篇」TVCM（1994年）
- 日産「ウィングロード」TVCM（きまこ）
- 吉野家店内CM
- 日本香堂「アロマサプリ」ラジオCM
- 創価学会「核兵器廃絶」ラジオCM（2011年 / メスネコ）
- 出光「カーバッテリー ザックシェア」ラジオCM 父親がロボット編（2011年 / 母親）
- イチマサ「まめかま」ラジオCM（2011年）
- 味の素「焼いても茹でてもおいしい餃子」ラジオCM（2011年12月）
- アニメイト アニメイト長野オープンCM(1996年)

### テレビ番組
- 現代OTAKU事情（サンテレビ）（1998年） - MC

### ラジオ
- ESアワー ラジヲのおじかん（東海ラジオ）
- KAM Come キングダム（茨城放送）
- 金月真美 MOONLIGHT LIPS(NACK5)
- 金月真美のおねがいプラネット（ラジオ日本、制作は綜合放送）
- 金月真美のmoon shine（ラジオ関西）
- グーチョキパーアニゲでポン（毎日放送）
- ゲーマーズアタック（ニッポン放送）
- 潮崎渚の夢で逢えたら（TBSラジオ）
- 果てしなく青い、この空の下で…。（文化放送）
- 100%金月真美（USEN）
- VOICE OF WONDERLAND(JFN)
- 結城比呂と金月真美の東京ルナティックパーティ(SeY-web)
- 高円寺女子サッカー3プロジェクト 高円寺女子サッカー（ラジオ日本）

### ラジオドラマ
- CLUB db
  - クリック&デッド NETWAYスイーパーズ（早紀）
  - BURN-UP EXCESS plus（マキ）
- 古本新之輔のパラシュート遊激隊
  - Queens Road（ラフィーネ・オラシオン）
- もっと!ときめきメモリアル（藤崎詩織）
- NHK-FM青春アドベンチャー「哲ねこ七つの冒険」(2007年)
- ときメモ!（羽衣望都）（『ときメモ!ラジオ ゆめぎの高校放送室』内）
- 青山二丁目劇場 「幽霊修行」幽霊
- 花の慶次(2011年、蛍)

### CD

#### 歌
- NEOGEO GUYS SONG COLLECTION（李香緋）
- ギャラクシーエンジェル（劇中使用イメージソング）
- QUEENS ROADイメージボーカル集
- 実況おしゃべりパロディウス〜forever with me〜オリジナル・ゲーム・サントラ（STAGEソング）
- コナミレーベル テーマソングコレクション
- コナミレーベル ボーカルヒストリーコレクション
- ときめきメモリアルシリーズ（藤崎詩織）
  - Piano collection 藤崎詩織
  - ときめきメモリアル FANTASICクリスマスパーティー
  - OVA「ときめきメモリアル」オリジナル・サウンドトラック
  - ときめきメモリアル ボーカルベストコレクションシリーズ
  - パチスロ ときめきメモリアル ORIGINAL SOUNDTRACK
  - スロうた♪

#### ドラマ
- アトリエシリーズ
  - エリーのアトリエ〜ザールブルグの錬金術士2〜第1巻（フレア・シェンク）
  - エリーのアトリエ ヴォイスコレクション（フレア・シェンク）
  - エリーのアトリエ ボーカルコレクション ライゼフュラー（フレア・シェンク）
  - マリーのアトリエ〜ザールブルグの錬金術士〜（アウラ・キュール）
  - マリーのアトリエ【ザールブルグの錬金術士】（アウラ・キュール）
  - マリーのアトリエvol.2【運命の日〜蛍の光歌えるの〜】（アウラ・キュール）
- SNK作品系（李香緋）
  - リアルバウト餓狼伝説2
  - THE KING OF FIGHTERS'99
  - NEO-GEO DJ Station in ねおちゅぴ
  - NEO-GEO DJ Station in ゲムドラナイト
  - NEO-GEO DJ Station2〜B.O.F.Reterns〜
  - SNK Presents NEO-GEO DJ Station Live '98
  - SNK Presents NEO-GEO DJ Station Live '99
- 央華封神シリーズ（来星晶）
- 餓沙羅鬼見聞録シリーズ（ミハル/ミカ比売/冉〈なみ〉）
- 君だけを見つめてるシリーズ（江上空美）
- 吸血姫美夕 スペシャルドラマ II（糸川早智子）
- Queens Road外伝 オラシオンは燃えているか!（ラフィーネ・オラシオン）
- クリック&デッドNET WAYスイーパーズ シリーズ（早紀）
- MPD PSYCHO サイコ サウンド・ストーリー（堵維実果穂）
- The Debutシリーズ
  - The Debut 〜Triangle fruits stories〜 featuring 金月真美（みかん、花梨、レモン）
  - The Debut 2 スウィートジャムセッション featuring 金月真美
- 少年魔法士 －破幻の眼－シリーズ（女騎士）
- スターオーシャンEXシリーズ（セリーヌ・ジュレス）
- 超兄貴
  - 超兄貴（桃）
  - 超兄貴ショー（ホステス他）
- ときめきメモリアルシリーズ（藤崎詩織）
  - disc collection Diarys 藤崎詩織
  - disc collection Diarys Special Vol.3
  - ときめきメモリアル [シリーズ]
  - ときめきメモリアル 旅立ちの詩 so long
  - ときめきメモリアル 虹色の青春 forever
  - ときめきメモリアル 彩のラブソング with you
  - 月刊ときめきメモリアル [シリーズ]
  - ドラマCD ときメモ！(羽衣望都)
- トライアングルセッション'99シリーズ（マダムQ）
- 眠り姫age（森彩音）
- ノーティボーイ（泰世の母）
- 果てしなく青い、この空の下で…。シリーズ（瀬能英里子）
- BURN-UP EXCESSplusシリーズ（川崎麻希）
- ハッピィサルベージドラマCD（ロシディ・スギヤマ）
- ピノッチアのみる夢オリジナルドラマ（シャロン）
- Believe〜気づけばそこに〜
- プリンセスナイン 如月女子高野球部 CDドラマ 燃える対決!裸のナインたち（氷室いずみ[33]）
- プルムイプルムイオリジナルドラマ（ポプリ、シャドプリ、シャイナ）
- Boys Be…／講談社マガジンCDブックBoys Be…（堀川美里）
- 魔法の海兵隊員ぴくせる☆まりたんシリーズ（女王様）
- 夢で逢えたらシリーズ（潮崎渚）
- RAMBLE FISHシリーズ（稲杜楓）
- おにいちゃんCD Advance
- DRAMATIC CD「World's end」シリーズ（ルルティア・ガーネット）

#### オムニバス等
- 金月真美の 幻想夜話
- 金月真美の Story Telling
- 金月真美の MOONLIGHT LIPS
- 声優グランプリCD Vol.2
- 声優グランプリCD ベストボーカルコレクション
- 声優グランプリスペシャルCD '97
- ラジオデイズに恋をして
- 紅屋25時〜メインディッシュはミステリー〜1
- KONAMI ALL STAR FESTA '97
- db-fmカウントダウン
- バックグランドメッセージ 〜そんなすべてのあなたに〜 Vol.3
- バックグランドメッセージ 〜そんなすべてのあなたに〜 Vol.4
- ラジオEXステーション1 金月真美のMoonShine
- VINTAGE
- Kiss
- おみまゆKAORIの声優アイランド
- CDブックやさしい韓国語会話
- おにいちゃんCD Advance（2008年）
- おねえちゃんCD

## ディスコグラフィ

### シングル
| 枚   | 発売日         | タイトル                           | 規格品番  | オリコン最高位 |
| ---- | -------------- | ---------------------------------- | --------- | -------------- |
| 1st  | 1995年11月22日 | もっと!モット!ときめき             | KIDA-7065 | 44位           |
| 2nd  | 1996年3月23日  | 告白                               | KIDA-7607 | 45位           |
| 3rd  | 1996年7月24日  | 夏に、まだ少し…                    | KIDA-7610 | 42位           |
| 4th  | 1996年9月21日  | もっと恋しよう                     | KIDA-7614 | 57位           |
| 5th  | 1997年1月1日   | Love is the one thing in your life | KIDA-7619 | 60位           |
| 6th  | 1997年5月21日  | ただ声が聴きたくて                 | KIDA-7625 | 87位           |
| 7th  | 1997年12月3日  | SHOW TIME                          | KIDA-7636 | 91位           |
| 8th  | 1998年7月24日  | ときめきのオルゴール               | KIDA-7645 | 68位           |
| 9th  | 1998年10月9日  | Dreams〜夢の灯る街                 | KIDA-7648 | 86位           |
| 10th | 1999年12月18日 | トワイライト・アヴェニュー         | KIDA-3001 |                |
| 11th | 2000年6月16日  | 真夏の扉                           | KICA-1232 |                |
| 12th | 2001年6月27日  | 去りし君へ…                        | KICM-1025 |                |

### アルバム
| 枚   | 発売日         | タイトル        | 規格品番  | オリコン最高位 |
| ---- | -------------- | --------------- | --------- | -------------- |
| 1st  | 1996年4月24日  | ときめき        | KICA-7700 | 23位           |
| 2nd  | 1996年11月21日 | catchy          | KICA-7727 | 30位           |
| 3rd  | 1997年7月24日  | サマーブレイク  | KICA-7778 | 84位           |
| 4th  | 1998年2月4日   | K-BRAND         | KICA-7838 | 27位           |
| 5th  | 1998年10月23日 | Touch and Go    | KICA-7916 | 53位           |
| 6th  | 1999年2月5日   | From the Bests… | KICA-7945 | 33位           |
| 7th  | 2000年9月16日  | ハイビスカス    | KICA-1240 |                |
| 8th  | 2001年12月29日 | Love Clue       | KICA-1253 |                |
| 9th  | 2002年12月6日  | Live the Best   | MOCA-1401 |                |
| 10th | 2004年12月22日 | たからもの      | KMCA-198  |                |
| 11th | 2009年4月2日   | Mana            | MOCA-1841 |                |
| 12th | 2015年4月2日   | Rainbow         | MOCA-1848 |                |

#### キャラクターソング
1996年
- 教えてMr.Sky/風と一緒に行こう（12月5日）

1997年
- My Sweet Valentine（2月14日）
- 風のくちびる（6月21日）
- 終わらないメモリー/鼓動を止められなくて（9月26日）
- Memories（11月6日）

1998年
- もう一度キスしよう/夢を抱きしめていて（3月4日）
- 愛することを教えて（4月1日）
- プリンセスナイン/WINGS（4月21日）
- Say Hello!（5月22日）
- PASSIONATE DAYS（6月20日）

1999年
- 幸せのイメージ（3月5日）
- 風の扉（4月2日）
- The Debut -TRIANGLE FRUITS-（8月30日）
- いっしょにいたいから/風になってその胸に（11月3日）
- forever with you（12月3日）

2001年
- VINTAGE（3月7日）
- The Debut2 スウィートジャムセッション（7月25日）

2002年
- 藤崎詩織イメージソング集 たいせつな君へ（2月14日）

## その他

### 書籍
- 金月真美写真集 ミシガンより愛をこめて♥（1997年1月）
- 金月真美写真集〜サマーブレイク〜

## 関連人物
- バカボン鬼塚（大沢事務所時代の同僚。ラジオ番組で共演する事も多く、仲が良い）

### シリーズ一覧
1. ↑  第1期（2004年）、第3期『影道編』（2010年）、第4期『世界大会編』（2011年）
2. ↑  PCエンジン版（1994年）、セガサターン、PlayStation版『〜forever with you〜』（1995年 - 1996年）、ゲームボーイ版『POKET スポーツ編〜校庭のフォトグラフ〜/カルチャー編〜木漏れ日のメロディ〜』（1999年）
3. ↑  『マリーのアトリエ 〜ザールブルグの錬金術士〜』（1997年）、『マリーのアトリエ プラス 〜ザールブルグの錬金術士〜』（1998年）
4. ↑  Vol.1『虹色の青春』（1997年）、Vol.2『彩のラブソング』（1998年）、Vol.3『旅立ちの詩』（1999年）
5. ↑  『'99』（1999年）、『2000』（2000年）、『2001』（2001年）、『2002 UNLIMITED MATCH』（2009年）、『ALL STAR』（2019年）
6. ↑  【無双OROCHI】
『無双OROCHI』（2007年）、『魔王再臨』（2008年）、『Z』（2009年）
【無双OROCHI2】
『無双OROCHI2』（2011年）、『Special』（2012年）、『Hyper』（2012年）、『Ultimate』（2013年）
【無双OROCHI3】
『無双OROCHI3』（2018年）、『Ultimate』（2019年）